# Hernán Castañeda
Hernán Ángel Castañeda Montalvo (Chiclayo, Provincia de Chiclayo, Perú, 5 de agosto de 1945) es un exfutbolista peruano. Se desempeñaba en la posición de centrocampista.

## Trayectoria
Castañeda comenzó a practicar fútbol en Los Caimanes a la edad de 14 años. En el año 1962 pasó al Juan Aurich donde permaneció durante siete años. Luego de su paso por Aurich, fue fichado por Universitario de Deportes, equipo con el cual obtuvo dos títulos nacionales y el subcampeonato de la Copa Libertadores 1972. En 1973 fue transferido al Sport Boys, en el que permaneció dos temporadas. Luego pasó al Defensor Lima y en 1978 regresó a Universitario de Deportes y tras permanecer tres años en el club merengue decidió retirarse del fútbol.

## Selección nacional
Fue internacional con la selección de fútbol del Perú en 11 ocasiones y marcó 2 goles. Su debut se produjo el 14 de mayo de 1969, en un encuentro amistoso ante la selección de El Salvador que finalizó con marcador de 4-1 a favor de los peruanos.

## Clubes
| Club                      | País | Año         |
| ------------------------- | ---- | ----------- |
| Juan Aurich               | Perú | 1962 - 1969 |
| Universitario de Deportes | Perú | 1969 - 1972 |
| Sport Boys                | Perú | 1973 - 1975 |
| Defensor Lima             | Perú | 1976 - 1977 |
| Universitario de Deportes | Perú | 1978 - 1981 |

## Palmarés

### Campeonatos nacionales
| Título                    | Club                      | País | Año  |
| ------------------------- | ------------------------- | ---- | ---- |
| Primera División del Perú | Universitario de Deportes | Perú | 1969 |
| Primera División del Perú | Universitario de Deportes | Perú | 1971 |